# Абрамович, Игорь Александрович
Игорь Александрович Абрамович (укр. Ігор Олександрович Абрамович; род. 24 августа 1984 года, Харьков, УССР, СССР) — украинский бизнесмен и политический деятель, миллиардер, экс-народный депутат Украины IX созыва, заместитель председателя комитета Верховной Рады Украины по вопросам финансов, налоговой и таможенной политики. Сопредседатель депутатской группы «Восстановление Украины».

## Образование
В 2001 году окончил Харьковский лицей № 174 «Профессионал» с углубленным изучением английского языка и компьютерных технологий.
В 2004 году окончил школу «St. Andrew’s Cambridge and London School» (Британия).
Имеет высшие образования по специальностям:
- «Экономика предприятий» (Харьковская академия народного хозяйства, 2007);
- «Административный менеджмент» (Харьковский политехнический институт, 2009);
- «Геофизика» (Ивано-Франковский технический университет нефти и газа, 2014);
- «Теплоэнергетика» (Киевский политехнический институт, 2017)[5].

## Карьера
С 2007 по 2012 занимает руководящие должности в строительном холдинге.
С 2012 по 2015 — заместитель главы правления ПАО «Концерн АВЭК и Ко».
С 2016 по 2017 — президент инжиниринговой компании INTER ENERGY GROUP. IEG — поставщик высокотехнологичных комплексных решений, позволяющих обеспечить эффективную деятельность компаний нефтегазодобывающей, энергетической, транспортной отраслей.
С 2017 по 2019 занимался развитием направлений собственного бизнеса (строительство и девелопмент жилой и коммерческой недвижимости, IT технологии, фондовые рынки).

## Бизнес
Основные направления бизнеса Игоря Абрамовича — газодобывающая отрасль, альтернативная энергетика, трейдинг газа и электроэнергии, дорожное строительство, строительство и девелопмент жилой и коммерческой недвижимости, IT технологии, фондовые рынки.
Согласно данным открытого реестра, в группу компаний Абрамовича входят как украинские юридические лица, так и нерезидентские структуры «Аймини Инвестментс Лимитед», «Самалени Файненс ЛТД.», «Еймини Холдингз ЛТД.», «Нисиоми Инвестментс».

## Политическая карьера
2006—2011 — депутат Октябрьского (с 2016 года Новобаварский) районного совета города Харькова, член комиссии по вопросам жилищно-коммунального хозяйства.
2007—2012 — помощник народного депутата в Верховной Раде VI созыва.

### Депутатская деятельность
На парламентских выборах 2019 года Игорь Абрамович избран народным депутатом Украины от партии «Оппозиционная платформа — За жизнь» в списке под № 14 [. Вышел из партии 24.02.2022. После избрания в состав Верховной Рады IX созыва занимал должность заместителя председателя Комитета по вопросам финансов, налоговой и таможенной политики. По данным украинского независимого аналитического агентства «Слово и Дело», Абрамович возглавил рейтинг самых активных в законотворчестве депутатов ОПЗЖ. Является соавтором около ста законодательных инициатив. Входил в ТОП-3 депутатов фракции по количеству принятых законопроектов. Абрамович не входил ни в одну из внутрифракционных групп контроля в ОПЗЖ, что дало ему возможность занимать независимую позицию при голосовании.
По данным общественной сети ОПОРА, Абрамович занял первое место среди представителей фракции, результаты голосований которых отличаются от позиции фракции. В 65,7 % случаев выбор политика оказался отличным от позиции ОПЗЖ.
Был самым активным в законотворчестве с депутатов партии ОПЗЖ. Соавтор ста законодательных инициатив, касающихся вопросов борьбы с рейдерством, смягчения фискального давления на малый бизнес, социальной защиты населения (в частности, увеличение объёма государственной помощи при рождении ребёнка и его дифференциация для второго, третьего и каждого последующего ребёнка, отмена НДС на социально значимые продукты для льготных категорий людей, увеличение малого размера пенсии).
С 22 мая 2022 года по 6 февраля 2023 года — сопредседатель депутатской группы «Восстановление Украины». Написал заявление о досрочном сложении полномочий народного депутата. В рамках этой группы было выделено несколько ключевых направлений работы, направленных на восстановление экономики, инфраструктуры и социальной сферы Украины, а также на поддержание внутренней стабильности. 
Абрамович входил в созданную при Верховной Раде Комиссию по защите прав крупных инвесторов. Игорь Абрамович входил в парламентскую делегацию Верховной Рады в ассамблее НАТО, а также в межпарламентские группы таких стран, как США, Великобритания, Германия, Франция, Австрия, Швейцария, Объединённые Арабские Эмираты и Китай.

## Оценка деятельности
По словам руководителя фракции «Слуга народа» Давида Арахамии, Абрамович «со своей проукраинской позицией никогда не ассоциировался с идеологией ОПЗЖ. Достаточно взглянуть на „синхронность“ его голосования с бывшими однопартийцами. Свой среди чужих в тылу пятой колонны».
Похожую характеристику дает и представитель местного самоуправления, мэр Харькова Игорь Терехов: «Игорь всегда, когда существовала фракция ОПЗЖ, был в ней „белой вороной“ — человеком, которого от большинства его коллег отличала четкая проукраинская позиция. Именно проукраинская, без каких-либо намеков на возможность даже в самом мелком уступить национальные интересы страны».
По словам Председателя финансового Комитета Верховной Рады Даниила Гетманцева, к работе Абрамович всегда подходил с чисто проукраинскими позициями и безотносительно к политическим цветам. Также, отмечает Гетманцев, подавляющее большинство реформ, проведенных Комитетом с 2019 года, не состоялось бы без Абрамовича.
Давид Арахамия считает, что созданная Абрамовичем депутатская группа «Восстановление Украины» в трудные месяцы войны укрепила устойчивость парламента перед внешним агрессором.
Одобрительные отзывы получила помощь Игоря Абрамовича в качестве мецената. По словам Харьковского городского головы Игоря Терехова, с первого дня полномасштабной войны Абрамович стал помогать Харькову. «Гуманитарную помощь, которую он направлял в родной город, можно считать десятками тонн. Каждый день он звонил и спрашивал, чем ещё нужно помочь? И находил необходимое, даже если найти его было невозможно, и отправлял его в Харьков, своим землякам. Точно знаю, что, сложив мандат народного депутата, Игорь Абрамович останется тем же человеком, каким был и до этого: патриотом Украины и харьковчанином, который и дальше будет делать все для поддержки своего родного города», — резюмировал Терехов.

## Состояние
В 2019 году задекларировал большой автопарк машин, коллекцию дорогих швейцарских часов (Hublot, Rolex, Audemars Piguet, Breguet), дорогие ювелирные украшения (Jacob & Co, Cartier, Tom Ford), произведения искусства (картины Дуду Герштейна и т. д.)
Также за 2019 задекларировал наличности на 88 миллионов гривен.
В 2020 Игорь Абрамович вошел в ТОП-25 самых состоятельных депутатов Украины IX созыва СМИ называют Абрамовича «молодым миллиардером» от ОПЗЖ.

## Увлечения
Коллекционирует произведения современного искусства. Увлекается экстремальными видами спорта, шахматами.

## Семья
Жена — Марина Семеновна Абрамович.
Дети: Илья, Ева, Ника, Лия и Лев.
Отец — Александр Ильич Абрамович, предприниматель.
Дед — Илья Александрович Абрамович (1930—2005) — известный украинский инженер-изобретатель, профессор, академик, заслуженный деятель науки и техники Украины, почетный гражданин города Харькова.